# 長野徹
長野 徹（ながの とおる、1962年 - ）は、日本のイタリア文学者、翻訳家。東京大学助教。
山口県生まれ。山口県立宇部高等学校卒、1986年東京大学文学部イタリア文学科卒、1996年同大学院博士課程修了、「ディーノ・ブッツァーティの作品における<幻想>の主題と構造」で文学博士。
1995年 - 1996年イタリア政府給費留学生としてパドヴァ大学文学部に学ぶ。1997年東大文学研究科南欧語南欧文学研究室助手、2007年助教。
2023年、ディーノ・ブッツァーティ『動物奇譚集』の翻訳により須賀敦子翻訳賞を受賞。

## 翻訳
- 『光草』（ロベルト・ピウミーニ、小峰書店） 1998
- 『ラビーニアとおかしな魔法のお話』（ビアンカ・ピッツォルノ作、エマヌエーラ・ブッソラーティ絵、小峰書店） 2000
- 『おじいちゃんの桜の木』（アンジェラ・ナネッティ作、アンナ&エレナ・バルブッソ絵、小峰書店） 2002
- 『ポリッセーナの冒険』（ビアンカ・ピッツォルノ作、クェンティン・ブレイク絵、徳間書店） 2004
- 『ジュリエッタ荘の幽霊』（ベアトリーチェ・ソリナス・ドンギ作、エマヌエーラ・ブッソラーティ絵、小峰書店） 2005
- 「イタリアからのおくりもの 5つのちいさなファンタジア」（汐文社）
『アマチェム星のセーメ』（ロベルト・ピウミーニ） 2006
『木の上の家』（ビアンカ・ピッツォルノ） 2006
『ベネチア人にしっぽがはえた日』（アンドレア=モレジーニ） 2006
『ドロドロ戦争』（ベアトリーチェ・マジーニ） 2007
- 『キスの運び屋』（ロベルト・ピウミーニ、PHP研究所） 2006
- 「バレエ・アカデミア」（ベアトリーチェ・マジーニ、ポプラ社）
  1. 『バレエに恋してる!』 2007
  2. 『きまぐれなバレリーナ』 2007
  3. 『バレリーナの恋人は、天使!?』 2008
  4. 『夢みるトウシューズ』 2008
  5. 『バレリーナの挑戦!』 2008
  6. 『バレリーナのおきゃくさま』 2008
- 『イクバルと仲間たち 児童労働にたちむかった人々』（スーザン・クークリン、赤塚きょう子共訳、小峰書店、ノンフィクション・Books） 2012
- 『逃げてゆく水平線』（ロベルト・ピウミーニ、東宣出版、はじめて出逢う世界のおはなし イタリア編） 2014
- 『兵士になったクマ ヴォイテク』（ビビ・デュモン・タック、フィリップ・ホプマン絵、汐文社） 2015
- 『絵物語』（ディーノ・ブッツァーティ、東宣出版） 2016
- 『愉しき夜 ヨーロッパ最古の昔話集』（ジョヴァン・フランチェスコ・ストラパローラ、平凡社） 2016
- 『古森の秘密』（ディーノ・ブッツァーティ、東宣出版、はじめて出逢う世界のおはなし） 2016
- 『魔法にかかった男』（ディーノ・ブッツァーティ、東宣出版、ブッツァーティ短篇集） 2017